# NGC 749
NGC 749 é uma galáxia espiral barrada (SB0-a) localizada na direcção da constelação de Fornax. Possui uma declinação de -29° 55' 20" e uma ascensão recta de 1 horas, 55 minutos e 40,9 segundos.
A galáxia NGC 749 foi descoberta em 27 de Setembro de 1834 por John Herschel.